# Américo Gomes
Américo Gomes (20 de Janeiro de 1974 - 19 de Fevereiro de 2025), foi um cantor, compositor e produtor musical guineense. Reconhecido como uma das vozes mais influentes da música da Guiné-Bissau, destacou-se por sua versatilidade linguística e engajamento político.

## Biografia
Nascido em Canchungo, região de Cacheu, Guiné-Bissau, Américo Gomes demonstrou talento musical desde cedo, iniciando sua carreira aos 13 anos.

## Carreira Musical
Américo Gomes começou a cantar aos 13 (Treze) anos. Vulgarizou-se depois de ter participado numa competição musical realizada pela Rádio França Internacional (RFI), onde ainda adolescente conquistou a primeira posição no evento. Em 1990, Américo Gomes mudou-se para Portugal, onde gravou no mesmo ano o seu primeiro álbum discográfico intitulado ‘Mundo Mein’, depois do lançamento do disco inaugural, o cantor fez aventura para Alemanha, onde viveu durante 8 (Oito) anos, estudando. De regresso a Portugal, fundou a sua própria editora/gravadora que chamou de ‘A. Gomes Lda’.
Ao longo de sua trajetória, Américo Gomes lançou sete álbuns, com destaque para "Nha Nomi" (2001), que lhe rendeu reconhecimento internacional. Seu último trabalho, "Atrição" (2022), foi uma homenagem ao músico Calózinho, integrante dos Tabanka Djazz. Cantava em crioulo guineense, manjaco, francês, inglês e wolof, refletindo sua diversidade musical. 

### Vida Acadêmica e Empreendedora
Paralelamente à música, Américo Gomes formou-se em Gestão Empresarial pela Universidade de Hamburgo, Alemanha. Fundou sua própria editora em Portugal e manteve uma forte ligação com a cena musical guineense.

### Engajamento Político
Conhecido por seu posicionamento crítico, utilizava sua música como ferramenta de conscientização social. Defendia os direitos do povo guineense e criticava as estruturas de poder do país.

### Falecimento
Américo Gomes faleceu em 19 de fevereiro de 2025, aos 51 anos, em Lisboa, Portugal. Sua morte foi amplamente lamentada por fãs e colegas do meio musical.

### Homenagens
No 10.º aniversário da BANTUMEN, uma noite marcada por homenagens ao falecido ícone da música guineense Américo Gomes. 